# James Sutherland Spore

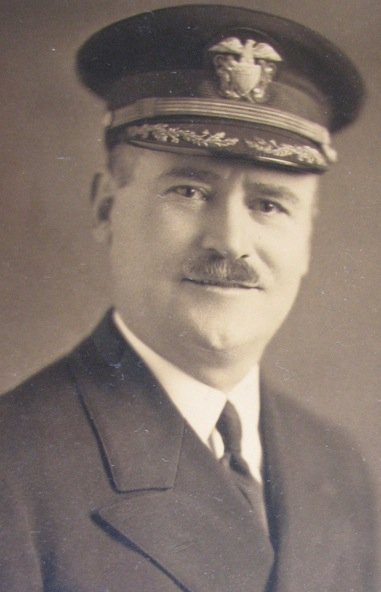
James Sutherland Spore

James Sutherland Spore (* 13. Mai 1885 in Bay City, Michigan; † 28. April 1937 in La Mesa, Kalifornien) war ein US-amerikanischer Marineoffizier. Er war 1931 für einige Wochen kommissarischer Militärgouverneur der US-Außengebiete Guam und Amerikanisch-Samoa.

## Werdegang
James Spore absolvierte die United States Naval Academy in Annapolis (Maryland). Danach diente er als Offizier in der United States Navy und stieg bis in den Rang eines Commander auf. Seine bekannteste Aufgabe während seiner Zeit als Marineoffizier war die kommissarische Ausübung des Amts des Militärgouverneurs über Guam zwischen dem 27. Februar 1921 und dem 7. Februar 1922. Später war er ebenfalls Gouverneur von Amerikanisch-Samoa. Dieses Amt bekleidete er zwischen dem 24. März und dem 22. April 1931. Im Jahr 1933 war er in San Pedro, einem Vorort von Los Angeles, stationiert.
Spore verbrachte seinen Lebensabend in La Mesa, wo er am 28. April 1937 verstarb. Er wurde auf dem Nationalfriedhof Arlington in Virginia beigesetzt. James Spore war verheiratet und hatte drei Kinder. Einige seiner Nachkommen dienten bzw. dienen noch immer in der US-Marine.